# Тетрадь смерти (фильм, 2006)
«Тетрадь смерти» (яп. デスノート Дэсу Но:то, Death Note) — игровой японский фильм, выпущенный в 2006 году на основе одноимённой манги Цугуми Обы и Такэси Обаты. Главный герой — Лайт Ягами, гениальный японский старшеклассник, который решает избавить мир от зла и преступности с помощью случайно попавшей к нему сверхъестественной тетради, которая убивает тех, чьё имя в ней записано. При этом молодой человек часто колеблется стоит ли ему совершать убийства и очень заботиться о своих близких, доказывая что он никогда не станет абсолютным злом. Режиссёр — Сюсукэ Канэко, производство «Nippon Television», дистрибьютор — японское отделение «Warner Bros.».
К фильму был выпущен сиквел под названием  Тетрадь смерти 2: Последнее Имя, вышедший в том же году. Спин-офф режиссёра Хидэо Накаты, под названием «L: Изменить мир», был выпущен 9 февраля 2008 года. В 2017 году в США был снят ремейк фильма.

## Сюжет
Лайт Ягами — студент, чья жизнь претерпевает радикальные изменения, когда он обнаруживает таинственную тетрадь, лежащую на земле. Инструкция к тетради утверждает, что если в неё вписать имя человека, то он умрет, при этом необходимо думать о его лице, дабы избежать неоднозначности и смертей полных тёзок. Сперва отнёсшийся к тетради скептически, после проведения нескольких экспериментов Лайт убеждается, что тетрадь работает. После встречи с её предыдущим владельцем, синигами Рюком, Лайт стремится стать «богом нового мира», убивая тех, кого он считает злом. Смертями преступников по всему миру начинают интересоваться как спецслужбы, так и загадочный детектив L. Детектив обнаруживает что Кира не может убить её зная лица и имени своей жертвы. Лайт, пытаясь избежать преследований, неохотно убивает Рэя Премьера и остальных членов спецотряда, перед тем как убивает свою девушку Шиори Акино, устроив похищение Шиори бывшим детективом ФБР Наоми Мисорой. При этом Лайт хоть и убивает свою девушку, но при этом он очень колеблется и чувствует огромные угрызения совести за этот злой поступок и чувствует что поступил неправильно, ведь всё равно любил Шиори. Фильм заканчивается когда Лайт спасает девушку по имени Миса Аманэ, убивая её преследователя и Миса охотно присоединяется к Лайту. 

## В ролях
- Тацуя Фудзивара — Лайт Ягами
- Кэнъити Мацуяма — L
- Эрика Тода — Миса Аманэ
- Асака Сэто — Наоми Мисора
- Сидо Накамура — Рюк
- Сигэки Хосокава — Рэй Ивамацу
- Сюндзи Фудзимура — Ватари
- Такэси Кага — Соитиро Ягами
- Ю Касии — Сиори Акино
- Хикари Мицусима — Саю Ягами
- Син Симидзу — Кандзо Моги
- Митико Годай — Сатико Ягами
- Тацухито Окуда — Сюити Айдзава
- Сота Аояма — Тота Мацуда
- Икудзи Накамура — Хирокадзу Укита

## Выход
Премьера фильма в Японии прошла 17 июня 2006 года, две недели он занимал первое место по сборам, оттеснив «Код да Винчи» на второе место.
Фильм собрал в Японии 2,85 млрд. ¥. В других странах он собрал 6 758 126$, включая более 3,7 млн долларов в Южной Корее и 1,9 млн долларов в Гонконге.

## Награды
| Год  | Награда                                           | Категория                  | Получатель             | Результат |
| ---- | ------------------------------------------------- | -------------------------- | ---------------------- | --------- |
| 2006 | Hochi Film Award                                  | Лучший новый актёр         | Кэнъити Мацуяма        | Победа    |
| 2007 | Премия Японской киноакадемии                      | Лучший актёр второго плана | Кэнъити Мацуяма        | Номинация |
| 2007 | Брюссельский кинофестиваль фантастических фильмов | Награда зрителей «Пегас»   | Лучший фильм           | Победа    |
| 2007 | Гонконгская кинопремия                            | Лучший азиатский фильм     | Япония                 | Номинация |
| 2007 | Кинопремия Майнити                                | «Выбор читателей»          | Самый популярный фильм | Победа    |
| 2007 | Иокогамский кинофестиваль                         | Лучший новый актёр         | Кэнъити Мацуяма        | Победа    |

## Критика
На сайте-аггрегаторе Rotten Tomatoes рейтинг фильма составляет 78 % на основании 9 обзоров со средней оценкой 6,4/10.